# Zarządzanie zapasami przez dostawcę
Zarządzanie zapasami przez dostawcę (ang. Vendor Managed Inventory, VMI, zwane inaczej Supplier Managed Inventory) – optymalizacja funkcjonowania łańcucha dostaw w wyniku zarządzania zapasami producenta lub np. dystrybutora przez dostawcę, który decyduje o czasie i zawartości zaopatrzenia, gwarantując jednocześnie pełną dostępność produktów.
VMI daje możliwość uzyskania widocznej redukcji kosztów w zakresie opracowywania i wysyłania zamówień oraz sterowania zapasami na poziomie przedsiębiorstwa.
Wdrożenie VMI wiąże się z dodatkowymi kosztami klienta i przede wszystkim dostawcy. Zastosowanie metod i narzędzi zarządzania zapasami zazwyczaj bez większego wysiłku przynosi spadek zapasów, a sam program przez narzucenie systematyczności wymiany danych stabilizuje plany dostaw, co pozwala włączać klientów VMI w harmonogramy dostaw.